# 张碧晨
张碧晨（英語：Diamond Zhang，1989年9月10日—），出生於天津市，中國大陸女歌手，《中国好声音》第三季總冠軍，首位女性冠軍。曾在韓國以女子組合Sunny Days成員身份出道，并获得「K-POP世界庆典」最优秀奖，於2014年3月退出該組合。2014年歸國後，参加《中国好声音》第三季成为总冠军。2015年7月成立個人工作室。2016年12月10日於北京舉行首場個人演唱會。2017年2月參與歌唱節目《歌手2017》。2021年，在《2021中国好声音》擔任那英／廖昌永戰隊的導師助教。唱紅各種大小電視劇的主題曲、插曲、片尾曲，有著OST女王之稱。官方粉絲名為“晨曦”，應援色為鑽石白色。

## 经历

### 2013–2014年：韩国Sunny Days出道、参加《中国好声音》
张碧晨于2013年进入韩国Haeun Entertainment公司，成为一名练习生，并加入韩国女团 Sunny Days。同年，她回国参加由驻华韩国文化院、韩国旅游发展局、PPTV网络电视共同主办的“K-POP世界庆典2012”大赛并获得中国赛区冠军，代表中国前往韩国参加比赛并获得“最优秀奖”。
次年，张碧晨退出韩国女团Sunny Days，并于7月25日参加中國好聲音第三季节目，演唱《她說》獲得四位導師轉身但歸隊於那英。同年8月29日进入中國好聲音第七期那英戰隊16進8強之中，與魏雪漫於導師考核擂台賽中演唱《一路上有你》，那英選擇了張碧晨成為八強。第七期後半段8進4，抽籤後與張江共同爭奪那英戰隊四強，以一曲《那個男人》贏得四強席位。9月26日于那英戰隊終極考核中，抽籤後先與李嘉格同台競歌爭奪兩強，演唱《愛你的宿命》淘汰李嘉格，之後二進一以一曲《後會無期》淘汰热门选手陈冰夺得那英组冠军、进入全国4强；並在最終戰（冠軍之夜）接連擊敗秦宇子、余楓、帕爾哈提奪得年度總冠軍。
其首支個人單曲《一吻之间》于2014年推出，该曲成為电视剧《青年医生》的插曲。

### 2015-2020年：演唱會与首張專輯
2015年，张碧晨為電視劇《花千骨》演唱插曲《年輪》廣為人知，同时首次參與綜藝節目《唱游天下》，成为该节目的固定嘉賓。次年獲邀參加《蒙面唱將猜猜猜》以「進擊的女帝」名字參賽並獲好評。
张碧晨于2016年舉行首場個人演唱會《張碧晨自飾北京演唱會》及推出首張個人專輯《開往早晨的午夜》。2017年，他与與楊宗緯為電視劇《三生三世十里桃花》演唱片尾曲《凉凉》广受歡迎，并獲邀參加《歌手2017》成為挑戰歌手參賽，其後突圍成功並進入總決賽。
2018年，张碧晨參加2018央視春晚，演唱歌曲《乘風破浪》，并於北京舉行第二場個人演唱會《2018極光演唱會》，同年10月推出演唱會LIVE專輯。次年，她無酬演唱國產動畫電影《哪吒之魔童降世》片尾曲《今後我與自己流浪》，同年5月15日，官宣加入新公司少城時代。

### 2021年至今
张碧晨于2021年发行第二張個人專輯《時》，并于同年7月加盟《2021中國好聲音》，担任那英战队的导师助教。2022年，她加入《天賜的聲音》第三季擔任半常駐音乐合伙人，同年也擔任腾讯视频推出的全开麦演唱会式综艺《來看我們的演唱會》常駐嘉賓。
2023年擔任《天賜的聲音》第四季常駐音乐合伙人，并開啟首次個人巡迴演唱會，首站于9月10日在廣州举行。2024年擔任《天賜的聲音》第五季半常駐音乐合伙人，同年開啟出道十週年巡迴演唱會，首站于6月30日在上海举行。
2025年发行第三張個人專輯《Echoes of Now》，擔任《天賜的聲音》第六季常駐音乐合伙人，並開啟《愛的史詩》交響限定巡迴演唱會，首站于6月8日在杭州举行。

## 个人生活
张碧晨与同为中国大陆籍歌手的华晨宇育有一女。官方工作人员表示，张碧晨与华晨宇未來将在无婚姻关系的前提下共同抚养孩子。

## 音乐作品

### 组合时期
张碧晨在韓國以Sunny Days成員身份活動时，其團體僅發行了一首單曲。
1. 你這樣的女人（韩语：너랑 똑같은 여자 만나봐）（2013）

### 个人专辑
＊粗體字為主打歌
| 專輯資料                                                                                                 | 曲目 |
| 《開往早晨的午夜》 - 發行日期： 台灣：2016年12月16日 內地：2016年12月29日 - 發行公司： 環球唱片/夢響當然 | 曲目 1. 開往早晨的午夜 2. 童夢 3. 彩繪 4. 曾經守候 5. 胡桃夾子（自創曲） 6. 初夏之溫 7. It's Love 8. 一半一半（台灣版） 9. 自語 10. 撕裂 11. 自飾者（內地版）                                        |
| 《時》 - 發行日期： 2021年3月14日 - 發行公司： 夢響當然（廣東音像出版社有限公司）                        | 曲目 1. 隱隱作秀（自作曲） 2. 極 3. 漂流（電影《惊涛飓浪 Adrift (2018 film)》中國地區推廣曲） 4. 染 5. My Way 6. Interstellar（自作詞） 7. 等你像 8. 不及雨 9. 見與不見（自創曲） 10. 逢生（自創曲） |
| 《Echoes of Now》 - 發行日期： 2025年2月6日 - 發行公司： 馨新文化                                        | 曲目 1. SOSO HAHA（先行曲） 2. FIND 3. Day Day Up 4. 车尾号920 5. 蓝星怪谈 6. 喜阳恐黑,但怕晒 7. 浮生谁 8. 再夢再醒 9. 你 10. 金亮亮的夢 11. You Are, We Are                                         |

### 演唱會LIVE專輯
| 專輯資料                                                                         | 曲目 |
| 《極光2018北京演唱會LIVE專輯》 - 發行日期： 2018年10月24日 - 發行公司： 梦响当然 | 曲目 1. 彩绘 (Live) 2. 时间有泪 (Live) 3. 春光乍泄 (Live) 4. 童梦 (Live) 5. 樱花纷飞时 (桜色舞うころ) (Live) 6. 花心 (Live) 7. 听雪 (Live) 8. 望 (Live) 9. 凉凉 (Live) 10. 胡桃夾子 (Live) 11. 你给我听好 (Live) 12. 初夏之温 (Live) 13. 撕裂 (Live) 14. 組曲：Lydia + 眼泪成诗 ＋ 陌生人 ＋ Kiss Goodbye ＋ 你要的爱 ＋ 爱我还是他 (Live) 15. 開往早晨的午夜 (Live-mix) |

### 單曲
- 幸好有你（2014年12月，與李嘉格、余楓、羅景文合唱）
- 白芍花開（2015年4月，羽西品牌廣告曲）
- 渡紅塵（2016年6月，網絡遊戲《蜀山缥缈錄》主題曲）
- 夢幻誅仙（2016年11月1日，手游《夢幻誅仙》主題曲）
- 在你愛的牽掛裡（2018年5月12日，汶川大地震十週年慰問演出主題曲）
- 我变了 我没变（2018年5月24日，原唱：楊宗緯）
- 自由幻想（2018年6月15日，手游《自由幻想》同名主題曲）
- 途(Maps)（2019年6月18日，網易雲音樂 X FarEastMovement遠東韻律 年度音樂計劃）
- 共渡（2019年7月3日，手游《自由幻想》週年慶主題曲）
- 一句話的宇宙（2019年12月28日，湖南衛視《聲臨其境》第三季主題曲）
- 藍銀色的海（2020年4月30日，手遊《新斗羅大陸》主題曲）
- 以劍為期（2020年11月26日，劍靈七週年主題曲）
- 在夢，在醒（2021年4月17日，《為歌而讚》原創單曲）
- 愛上優萃（2021年6月5日，與袁婭維合唱，君樂寶奶粉廣告歌）
- 刻骨（2021年9月30日，手遊《新斗羅大陸》小舞角色曲）
- 字裡行間（2021年11月5日，大型紀錄片《紫禁城》主題歌）
- 春天的故事（2021年12月18日，《獻禮音樂專輯百年》系列作品）
- 真愛娟姍（2022年4月9日，輝山奶粉廣告歌）
- 來者是我（2022年5月5日，bilibili動畫《謊顏》推廣曲）
- 一卷萬壽（2022年7月15日，北京衛視《博物館之城》首期主題曲）
- 守月（2022年7月31日，《我的節日我的歌》項目音樂主題作品）
- 畢業記（2022年11月29日，與王琳凱合作單曲）
- 你眼中有光（2023年6月28日，《赤夢華夏》音樂合輯收錄曲）
- 江南（2023年12月30日，與胡彥斌合唱，浙江广电集团纪录片《江南》同名主题曲）
- 春暖花開（2024年2月13日，新华社《声在中国福暖四季春节篇》系列新春音乐特辑第三支MV作品）
- 离太阳最近的光（2024年4月24日，與王赫野合唱，《天赐的声音》第五季主题曲）
- 他沒有騙你（2024年10月18日）
- 別等啦，出發吧（2024年11月21日，十周年巡演安可曲）
- 一念封神（2025年1月10日，《穿越火线》封神版本主题曲）

### 原聲帶

#### 電視劇原聲帶
- 一吻之間（2014年11月13日，電視劇《青年醫生》插曲）
- 愛之聲（2014年11月13日，與余楓合唱，電視劇《青年醫生》插曲)
- 不要忘記我愛你（2015年6月9日，電視劇《神犬小七》主題曲）
- 年輪（2015年6月15日，電視劇《花千骨》插曲）
- 時光筆墨（2016年7月13日，電視劇《青雲志》片尾曲）
- 下一秒（2016年8月13日，電視劇《微微一笑很傾城》插曲）
- 當愛來敲門（2016年12月9日，電視劇《放棄我，抓緊我》片尾曲）
- 涼涼（2017年1月9日，與楊宗緯合唱，電視劇《三生三世十里桃花》片尾曲）
- 贝加尔湖畔（2017年3月3日，與孙楠合唱，電視劇《黎明决战》片尾曲）
- 望（2017年5月25日，與趙麗穎合唱，電視劇《特工皇妃楚喬傳》片頭曲）
- 听雪（2018年3月8日，電視劇《烈火如歌》主题曲）
- 血如墨（2018年6月24日，電視劇《扶摇》插曲）
- 彼時（2019年5月21日，電視劇《我的真朋友》插曲）
- 水從天上來（2019年7月15日，與鄭雲龍合唱，電視劇《宸汐緣》插曲）
- 心欲止水（2020年1月24日，電視劇《三生三世枕上書》插曲）
- 光的方向 (2021年3月31日，電視劇《長歌行》片頭主題曲)
- 若夢 (2021年4月27日，電視劇《南煙齋筆錄》主題曲)
- 如故 (2021年8月18日，電視劇《周生如故》主題曲)
- 鐫刻 (2021年11月10日，電視劇《斛珠夫人》片頭曲)
- 兩個人的冒險 (2021年11月18日，電視劇《兩個人的世界》主題曲)
- 不為歡喜 (2022年1月17日，電視劇《鏡·雙城》插曲)
- 有時無期 (2022年9月20日，電視劇《請君》主題曲)
- 愛的嘉獎 (2022年11月18日，電視劇《愛的二八定律》主題曲)
- 黑月光（2023年4月7日，與毛不易合唱，電視劇《長月燼明》片尾曲）
- 你是我此生唯一所願 (2023年6月20日，電視劇《偷偷藏不住》插曲)
- 如初 (2024年2月14日，電視劇《與鳳行》片尾曲)
- 梦的烛衣（2024年10月27日，電視劇《大梦归离》情殇曲）
- 晚点（2025年2月15日，电视剧《难哄》伤痕曲）
- 如烟（2025年4月28日，電視劇《淮水竹亭》主题曲）

#### 電影原聲帶
- 幸福夢（2015年5月8日，微電影《幸福夢》主題曲）
- 我只是慢慢走遠（2015年7月16日，電影《王朝的女人·楊貴妃》宣傳曲）
- 年少輕狂（2015年10月29日，電影《年少輕狂》主題曲）
- 如果一切沒有發生過（2015年11月27日，電影《從天兒降》插曲）
- 為什麼我好想告訴他我是誰（2016年7月6日，電影《謊言西西里》主題曲）
- 胡桃夾子（2017年1月20日，电影《健忘村》推广曲）
- 只要平凡（2018年6月25日，與張杰合唱，電影《我不是藥神》主題曲）
- 漂流 （2018年12月4日，電影《驚濤颶浪 Adrift (2018 film）》中國地區推廣曲)
- 新的世界（2019年5月20日，與陈伟霆合唱，迪士尼電影《阿拉丁》中文版主題曲）
- 今后我与自己流浪（2019年7月18日，電影《哪吒之魔童降世》片尾曲）
- 木蘭心（2020年9月18日，電影《木蘭：橫空出世》片尾曲）
- 我是你的女王（2020年10月23日，電影《飛奔去月球》動畫電影角色歌）
- 騙（2020年11月13日，電影《如果聲音不記得》插曲）
- 好運歌（2022年2月1日，與劉宇寧合唱，電影《奇迹·笨小孩》祝願曲）
- 道別（2023年4月24日，電影《驚天救援》主題曲）
- 籠（2023年6月23日，電影《消失的她》片尾主題曲）
- 堅如磐石（2023年9月22日，與張杰合唱，電影《堅如磐石》同名主題曲）
- 說好了（2023年11月30日，電影《再见，李可乐》主題曲）
- 你也（2024年2月5日，電影《第二十條》片尾曲）
- 我不原谅（2024年12月28日，電影《误杀3》片尾曲）
- 在故事的最终（2025年1月30日，电影《哪吒之魔童闹海》片尾曲）

## 綜藝節目
僅列擔任常駐嘉賓之節目
2014年
- 《中國好聲音》第三季

| 期数   | 首播日期      | 比赛主题              | 演唱歌曲 | 结果               | 备注                                                |
| ------ | ------------- | --------------------- | --- | ------------------ | --------------------------------------------------- |
| 第2期  | 2014年7月25日 | 好声音盲选第二期      | 《她说》 | 选择那英           | 汪峰、齐秦、杨坤、那英4位导师都转身，最终选择那英组 |
| 第7期  | 2014年8月29日 | 那英组组内淘汰赛16进4 | - 张碧晨VS魏雪漫《一路上有你》 - 张碧晨《那个男人》PK张江《一定要幸福》 | 最终晋级那英组4强  |                                                     |
| 第12期 | 2014年9月26日 | 那英组决赛4进1        | - 张碧晨+李嘉格+刘明湘+陈冰+那英《Can't take my eyes off you》 - 张碧晨《爱你的宿命》（韩语：《My Destiny》）PK李嘉格《睁一只眼闭一只眼》，胜出 - 张碧晨《后会无期》PK陈冰《逆光》，胜出 | 最终获得那英组冠军 | 全国总四强                                          |
| 第15期 | 2014年10月7日 | 好声音冠軍之夜        | - 張碧晨+那英《相見不如懷念》 - 張碧晨《我只在乎你》 - 張碧晨 《夢一場》擊敗余楓 - 張碧晨《时间都去哪了》擊敗帕爾哈提（媒体投票57对44，观众投票支持率61.8%对38.2%。）                    | 全部获胜           | 贏得年度總冠軍                                      |

2015年
- 《唱游天下》

| 期數  | 地點       | 演唱歌曲                           | 结果                 |
| ----- | ---------- | ---------------------------------- | -------------------- |
| 第3期 | 英國倫敦   | 《對你愛不完》／郭富城             | 第一名               |
| 第4期 | 英國倫敦   | 《紅玫瑰》／陳奕迅                 | 第六名               |
| 第5期 | 美國洛杉磯 | 《眼色》／林宥嘉                   | 第一名，洛杉磯站冠軍 |
| 第8期 | 美國紐約   | 《害怕》／林俊傑                   | 第五名               |
| 第9期 | 美國波士頓 | 《Read All About It》／Emeli Sandé | 波士頓站冠軍         |

2017年
- 《歌手2017》

| 期數   | 主題         | 演唱歌曲                                 | 结果                   |
| ------ | ------------ | ---------------------------------------- | ---------------------- |
| 第7期  | 第四輪排位賽 | 《時間有淚》／張學友                     | 第七名                 |
| 第8期  | 第四輪淘汰賽 | 《紅玫瑰》／陳奕迅                       | 第七名，淘汰           |
| 第9期  | 第五輪補位賽 | 《胡桃夾子》／張碧晨                     | 返場表演               |
| 第11期 | 突圍賽       | 《你給我聽好》／陳奕迅                   | 第五名，晉級半決賽     |
| 第12期 | 半決賽       | 《不散，不見》／莫文蔚                   | 第六名，晉級決賽       |
| 第13期 | 決賽         | 《涼涼》／張碧晨、楊宗緯（與楊宗緯合唱） | 第六名，未晉級歌王之戰 |
| 第14期 | 2017巔峰會   | 《袖手旁觀》／齊秦                       |                        |

2018年
- 《中國新聲代》第五季

擔任三位導師之一，創建《沙晨暴》班級。
2021年
- 《2021中國好聲音》

擔任那英／廖昌永戰隊導師助教。
| 期數   | 主題         | 演唱歌曲                   | 表演者                                                       |
| ------ | ------------ | -------------------------- | ------------------------------------------------------------ |
| 第1期  | 開場導師表演 | 《我愛你中國》／汪峰       | 那英、汪峰、李榮浩、李克勤、吳莫愁、吉克雋逸、張碧晨、黃霄雲 |
| 第9期  | 中秋晚會     | 《逢生》／張碧晨           | 張碧晨                                                       |
| 第9期  | 中秋晚會     | 《開往早晨的午夜》／張碧晨 | 張碧晨                                                       |
| 第12期 | 八強爭霸     | 《寸心》／王力宏、譚維維   | 廖昌永、張碧晨及其戰隊兩強學員                               |
| 第13期 | 國慶晚會     | 《光的方向》／張碧晨       | 張碧晨                                                       |

- 《我们的歌 (第三季)》

第1-2期與齊秦組成《金剛鑽》組合，第5-12期與蕭敬騰組成《蕭張》組合。
| 期數   | 主題          | 演唱歌曲                     | 合作音樂人             |
| ------ | ------------- | ---------------------------- | ---------------------- |
| 第1期  | A組盲選賽     | 《寂寞的季節》／陶喆         | /                      |
| 第1期  | A組盲選賽     | 《愛與哀愁》／童安格         | 齊秦                   |
| 第2期  | A組排位賽     | 《狼》／齊秦                 | 齊秦                   |
| 第2期  | A組排位賽     | 《無情的雨無情的你》／齊秦   | 齊秦                   |
| 第5期  | A組組隊賽     | 《Interstellar》／張碧晨     | 蕭敬騰                 |
| 第7期  | 團戰 (第一輪) | 《擁抱陽光》／張學友         | 蕭敬騰、楊千嬅、周興哲 |
| 第7期  | 團戰 (第一輪) | 《兩個人不等於我們》／王力宏 | 周興哲                 |
| 第7期  | 團戰 (第一輪) | 《Superwoman》／曹格         | 蕭敬騰、楊千嬅         |
| 第9期  | 下位區卡位賽  | 《一眼瞬間》／張惠妹、蕭敬騰 | 蕭敬騰                 |
| 第11期 | 音樂盛典      | 《愛人錯過》／告五人         | 蕭敬騰                 |
| 第12期 | 音樂盛典      | 《你》／蕭敬騰               | 蕭敬騰                 |

- 《閃光的樂隊》

| 期數   | 演唱歌曲                         | 合作音樂人                           | 樂隊名稱   |
| ------ | -------------------------------- | ------------------------------------ | ---------- |
| 第1期  | 《千年之戀》／F.I.R.             | 楊丞琳                               | ／         |
| 第3期  | 《我還年輕，我還年輕》／老王樂隊 | 周曉鷗                               | 大沸周張   |
| 第4期  | 《胡廣生》／任素汐               | 蕭敬騰、王琳凱                       | 甜心搖滾兔 |
| 第6期  | 《奇蹟再現》／毛華峰             | 蕭敬騰、王琳凱                       | Round兔    |
| 第7期  | 《健康歌》／范曉萱               | 王靖雯、朱星傑、焦邁奇、劉逸雲       | ／         |
| 第8期  | 《春暖花開去見你》／福祿壽       | 蕭敬騰、吉克隽逸、胡夢周             | Round兔    |
| 第9期  | 《日不落》／蔡依林               | 梁龍、王琳凱、吳莫愁、唐漢霄         | 閃光的樂隊 |
| 第10期 | 《快樂老家》／陳明               | 梁龍、王琳凱、吳莫愁、唐漢霄         | 閃光的樂隊 |
| 第11期 | 《陽光燦爛的日子》／原創         | 蕭敬騰、王琳凱、蘇見信、張楚、胡宇桐 | 金屬兔     |
| 第12期 | 《無畏無懼》／柯有倫             | 蕭敬騰、王琳凱、蘇見信、張楚、胡宇桐 | 金屬兔     |

2022年
- 《天賜的聲音 (第三季)》

第4期後以常駐音樂合夥人身分加入節目。
| 期數   | 演唱歌曲                     | 合作音樂人 |
| ------ | ---------------------------- | ---------- |
| 第4期  | 《雨天》／孫燕姿             | 張紫寧     |
| 第5期  | 《小鎮姑娘》／陶喆           | 符龍飛     |
| 第6期  | 《迷途的孤鳥》／王天陽       | 胡彥斌     |
| 第7期  | 《定風波》／張學友           | 趙磊       |
| 第8期  | 《你是我的布魯》／秦凡淇     | 戴燕妮     |
| 第9期  | 《玫瑰的名字》／張雨生       | 張韶涵     |
| 第11期 | 《時間裡的飛人》／莫文蔚     | 裘德       |
| 第12期 | 《陪你度過漫長歲月》／陳奕迅 | 胡彥斌     |

- 《來看我們的演唱會》

節目期間與王琳凱組成《兔碧南波萬》組合。
| 期數  | 主題       | 演唱歌曲                   | 合作音樂人             |
| ----- | ---------- | -------------------------- | ---------------------- |
| 第1期 | 演唱會回歸 | 《小城夏天》／LBI利比      | 王琳凱                 |
| 第1期 | 演唱會回歸 | 《靜止》／花兒樂隊         | 王琳凱                 |
| 第2期 | 畢業出發   | 《都選C》／趙英俊          | 王琳凱                 |
| 第2期 | 畢業出發   | 《畢業記》／王琳凱、張碧晨 | 王琳凱                 |
| 第3期 | 愛與玫瑰花 | 《指紋》／胡歌             | 王琳凱                 |
| 第3期 | 愛與玫瑰花 | 《橘子汽水》／南拳媽媽     | 王琳凱、周震南、蔡維澤 |
| 第4期 | 乾杯       | 《It's Love》／張碧晨      | 王琳凱                 |
| 第4期 | 乾杯       | 《親手SUS愛情》／王琳凱    | 王琳凱                 |
| 第4期 | 乾杯       | 《別叫我達芬奇》／王琳凱   | 王琳凱                 |

2023年
- 《天賜的聲音第四季》

| 期數   | 演唱歌曲                             | 合作音樂人   |
| ------ | ------------------------------------ | ------------ |
| 第1期  | 《慢冷》／梁靜茹                     | 希林娜依．高 |
| 第2期  | 《親愛的那不是愛情》／張韶涵         | 汪蘇瀧       |
| 第3期  | 《字字句句》／盧盧快閉嘴             | 王赫野       |
| 第4期  | 《熱愛105°C的你》／阿肆              | 伯遠         |
| 第5期  | 《來自世界的晚安》／許鈞             | GAI周延      |
| 第6期  | 《二三四個字》／常石磊               | 張靓穎       |
| 第7期  | 《我們相信與等待的一切》／萬象COSMOS | 胡彥斌       |
| 第8期  | 《世界上的另一個我》／阿肆、郭采潔   | 吉克隽逸     |
| 第9期  | 《踮起腳尖愛》／洪佩瑜               | 張紫寧       |
| 第10期 | 《三拜紅塵涼》／尹昔眠               | 孟佳         |
| 第11期 | 《見與不見》／張碧晨                 | 王赫野       |
| 第12期 | 《誰》／廖俊濤                       | 張靚穎       |

2024年
- 《音你而來 (第一季)》

| 期數   | 演唱歌曲                           | 合作音樂人     |
| ------ | ---------------------------------- | -------------- |
| 第2期  | 《梁山伯與茱麗葉》／曹格、卓文萱   | 武藝           |
| 第4期  | 《愛的路上千萬里》／陳蘭麗         | 高卿塵         |
| 第8期  | 《金風玉露》／旅行新蜜蜂           | 王琳凱         |
| 第10期 | 《三吋日光》／梁靜茹               | 張紫寧         |
| 第10期 | 《就出發》／張碧晨、張紫寧、薛凱琪 | 張紫寧、薛凱琪 |

- 《天賜的聲音 (第五季)》

| 期數   | 演唱歌曲                               | 合作音樂人 |
| ------ | -------------------------------------- | ---------- |
| 第1期  | 《他不懂》／張杰                       | 楊宗緯     |
| 第2期  | 《命運》／家家                         | 汪蘇瀧     |
| 第3期  | 《在加納共和國離婚》／菲道尔、Dior大颖 | 楊坤       |
| 第4期  | 《夏夜最後的煙火》／顏人中             | 陳立農     |
| 第7期  | 《眼淚成詩》／孫燕姿                   | 武藝       |
| 第8期  | 《連名帶姓》／張惠妹                   | A-Lin      |
| 第9期  | 《何物》／Lancelot_蘭斯洛              | 王赫野     |
| 第10期 | 《暮色迴響》／吉星出租                 | 李承鉉     |
| 第11期 | 《想你就寫信》／浪花兄弟               | 張鈺琪     |
| 第12期 | 《無人的海邊》／霓虹花園               | 霓虹花園   |
| 第12期 | 《Interstellar》／張碧晨               |            |

- 《盲盒旅行局》

2025年
- 《音你而來 (第二季)》

| 期數   | 演唱歌曲                     | 合作音樂人 |
| ------ | ---------------------------- | ---------- |
| 第1期  | 《小孩》／羅森濤             | 武藝       |
| 第2期  | 《愛錯》／王力宏             |            |
| 第3期  | 《如果的事》／張韶涵、范瑋琪 | 陳卓璇     |
| 第4期  | 《這世界那麼多人》／莫文蔚   | 王赫野     |
| 第5期  | 《春光乍洩》／黃耀明         | 黃子弘凡   |
| 第8期  | 《愛情》／莫文蔚             |            |
| 第9期  | 《車尾號920》／張碧晨        |            |
| 第11期 | 《房間》／劉瑞琦             | 王琳凱     |
| 第12期 | 《小半》／陳粒               | 張震嶽     |

- 《天賜的聲音 (第六季)》

| 期數   | 演唱歌曲                   | 合作音樂人 |
| ------ | -------------------------- | ---------- |
| 第1期  | 《少一點天份》／孫盛希     | 劉宇寧     |
| 第2期  | 《遇見》／孫燕姿           | 王源       |
| 第3期  | 《捨得》／王唯旖           | 王赫野     |
| 第4期  | 《王招君》／任素汐         | 譚維維     |
| 第5期  | 《同花順》／林倛玉         | 徐佳瑩     |
| 第6期  | 《孤獨與自由》／海來阿木   | 海來阿木   |
| 第7期  | 《情結》／你們的好朋友大雨 | 徐子未     |
| 第8期  | 《孤單心事》／藍又時       | 周興哲     |
| 第9期  | 《追光者》／岑寧兒         | 黃子弘凡   |
| 第10期 | 《天另一側》／一顆狼星     | 黃子弘凡   |
| 第12期 | 《馬》／福祿壽             | 周震南     |
| 第12期 | 《你》／張碧晨             |            |

## 個人演唱會
- 2016年

| 时间       | 地点 | 場館           | 备注         |
| ---------- | ---- | -------------- | ------------ |
| 2016-12-10 | 北京 | 北京工人體育館 | 嘉賓：周筆暢 |

- 2018年

| 时间       | 地点 | 場館         | 备注 |
| ---------- | ---- | ------------ | ---- |
| 2018-06-09 | 北京 | 凱迪拉克中心 |      |

- 2023年

| 时间       | 地点 | 場館                       | 备注         |
| ---------- | ---- | -------------------------- | ------------ |
| 2023-09-10 | 廣州 | 廣州體育館1號馆            | 嘉賓：王琳凱 |
| 2023-09-23 | 上海 | 上海體育館                 | 嘉賓：薛凱琪 |
| 2023-10-21 | 北京 | 凱迪拉克中心               |              |
| 2023-11-18 | 鄭州 | 鄭州奧林匹克體育中心體育館 |              |
| 2023-12-23 | 天津 | 天津體育館                 |              |
| 2024-01-06 | 成都 | 鳳凰山體育公園綜合體育館   | 嘉賓：蕭敬騰 |

- 2024年

| 时间       | 地点 | 場館                            | 备注         |
| ---------- | ---- | ------------------------------- | ------------ |
| 2024-06-30 | 上海 | 上海東方體育中心                |              |
| 2024-07-06 | 北京 | 華熙LIVE·五棵松                 |              |
| 2024-07-13 | 深圳 | 深圳大運中心體育館              | 嘉賓：武藝   |
| 2024-07-20 | 寧波 | 寧波奧體中心體育館              |              |
| 2024-08-24 | 廈門 | 廈門奧林匹克體育中心-鳳凰體育館 | 嘉賓：陳昊宇 |
| 2024-09-07 | 杭州 | 杭州奧體中心體育館              | 嘉賓：薛凱琪 |
| 2024-09-15 | 南京 | 南京青奧體育公園體育館          | 嘉賓：王赫野 |
| 2024-09-21 | 天津 | 天津奧林匹克中心體育館          | 嘉賓：劉宇寧 |
| 2024-11-23 | 澳門 | 威尼斯人綜藝館                  | 嘉賓：陳立農 |

- 2025年

| 时间       | 地点   | 場館                     | 备注 |
| ---------- | ------ | ------------------------ | ---- |
| 2025-06-08 | 杭州   | 杭州奧體中心體育館       |      |
| 2025-06-28 | 香港   | 亞洲國際博覽館Arena      |      |
| 2025-07-12 | 成都   | 东安湖体育公园體育館     |      |
| 2025-07-31 | 新加坡 | 星宇表演艺术中心         |      |
| 2025-08-01 | 新加坡 | 星宇表演艺术中心         |      |
| 2025-09-07 | 广州   | 宝能广州国际体育演艺中心 |      |
| 2025-09-12 | 吉隆坡 | 武吉加里尔亚通体育馆     |      |
| 2025-09-13 | 吉隆坡 | 武吉加里尔亚通体育馆     |      |

## 獎項

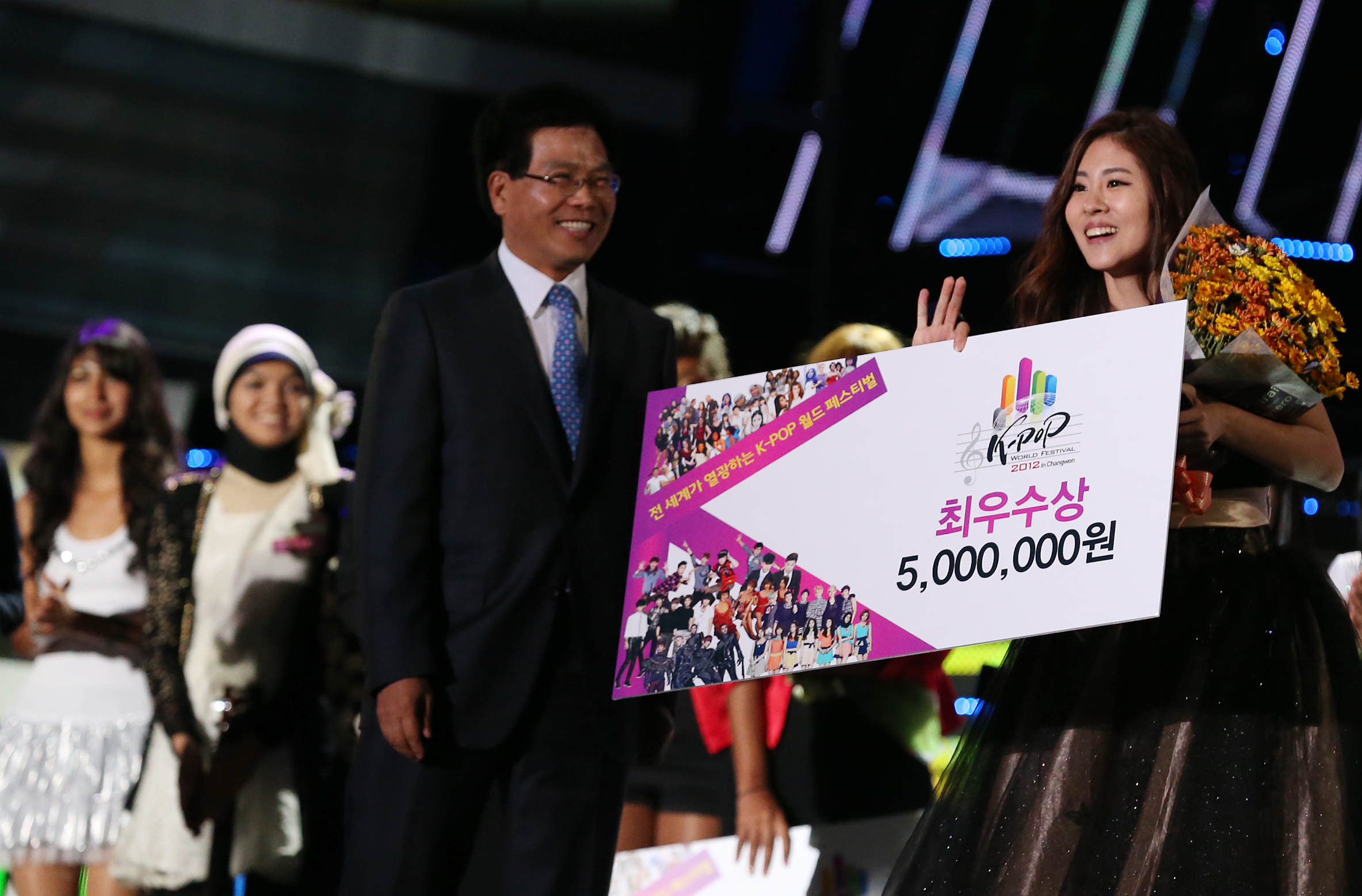
張碧晨獲得K-POP世界慶典2012的最優秀獎

### 2014年
- 愛奇藝《年度音樂新人》
- 光榮綻放央視十大中文金曲《後會無期》
- 華鼎獎《華語年度最受歡迎新銳歌手》
- 新浪微博之夜《好聲音年度蠻拼獎》
- 新浪微博之夜《年度微博Queen第三名》
- 優酷全視頻《動聽聲音》
- 騰訊應用榜《年度最佳女歌手》
- 明星權力榜《年度最受歡迎內地女歌手》
- 百度《年度新人》
- 亞洲影響力東方盛典《年度最受媒體關注歌手》

### 2015年
- 第22屆東方風雲榜音樂盛典《最佳新銳歌手 》
- 第22屆東方風雲榜音樂盛典《十大金曲－一吻之間》
- 第19屆華語榜中榜《最佳新人獎》
- 精彩OK雜誌頒獎盛典《年度最具潛力摯愛女歌手》
- 咪咕匯音樂盛典《2015年度最暢銷十大金曲－年輪》
- 咪咕匯音樂盛典《2015年度最受歡迎新人獎》
- 2015ELLE風尚大典《年度最具風尚新銳歌手》

### 2016年
- 騰訊應用寶年度盛典星APP之夜《2015年度最受歡迎女歌手》
- 蜻蜓空中音樂榜《年度最受歡迎新人》
- 蜻蜓空中音樂榜《年度最受歡迎影視歌曲－年輪》
- 東方風雲榜音樂盛典《十大金曲－年輪》
- 東方風雲榜音樂盛典《最佳年度飛躍》
- 東方風雲榜音樂盛典《全民選擇女歌手》
- 全球流行音樂年度盛典《年度最佳新人金獎》
- MusicRadio音樂之聲《年度最受歡迎新人獎（內地）》
- 微博電影之夜《微博最受歡迎電影歌曲－如果一切沒有發生過》
- 亚洲新歌榜《年度媒体推荐歌手》

### 2017年
- 東方風雲榜音樂盛典《傳媒推薦大獎》
- 東方風雲榜音樂盛典《年度概念專輯－開往早晨的午夜》
- 東方風雲榜音樂盛典《十大金曲－下一秒》
- 2017亞洲金曲大賞《內地最受歡迎女歌手》
- 微博时尚盛典《年度最具时尚影响力歌手》
- 2017酷狗年度熱歌盤點《年度最受歡迎女歌手》

### 2018年
- 東方風雲榜音樂盛典《最受歡迎女歌手》
- 東方風雲榜音樂盛典《十大金曲－涼涼》
- 2018华人歌曲音乐盛典《最受欢迎女歌手》
- 2018华人歌曲音乐盛典《年度金曲－涼涼》
- 2018华人歌曲音乐盛典《年度最受欢迎影视金曲－涼涼》

### 2019年
- QQ音樂巔峰榜2018《十大內地歌手》
- 咪咕匯音樂盛典2019年度《最佳人氣女歌手》
- 咪咕匯音樂盛典2019年度《最受歡迎女歌手》
- 咪咕匯音樂盛典2019十大金曲《漂流》

### 2021年
- 費加羅風尚盛典《年度風尚全能唱作人》

### 2023年
- 東方風雲榜音樂盛典《三十年優秀歌手》
- 2023騰訊視頻星光大賞《年度品質歌手》
- 2023腾讯音乐榜《年度十大歌手》
- 2023腾讯音乐榜《年度十大歌曲－籠、黑月光》
- 2023騰訊音樂由你榜《年度歌手》
- 2023腾讯音乐由你榜《年度歌曲－籠》

### 2024年
- QQ音樂巔峰盛典《年度巔峰影響力歌手》
- 東方風雲榜音樂盛典《最佳女歌手》
- 東方風雲榜音樂盛典《十大金曲ㄧ籠》
- 微博音樂盛典《年度流行歌手》

### 2025年
- 2024騰訊視頻星光大賞《年度品質歌手》
- 2024微博之夜《微博年度流行歌手》
- QQ音乐超级巅峰之夜《巅峰流行歌手》
- 第十七届音乐盛典咪咕汇《年度最佳女歌手》
- 第十七届音乐盛典咪咕汇《年度最佳创作女歌手》
- 第十七届音乐盛典咪咕汇 年度十大金曲《籠》

## 外部連結
- 张碧晨的新浪微博
- 张碧晨的Facebook專頁
- 张碧晨的Instagram帳戶
- YouTube上的张碧晨頻道
- 張碧晨全球粉絲後援會的新浪微博
- 張碧晨官方粉絲後援會的Facebook專頁
- 張碧晨官方粉絲後援會的Instagram帳戶